# Карбівничий Сергій Васильович
Сергі́й Васи́льович Карбівни́чий (16 вересня 1980 — 23 липня 2014) — солдат 79-ї окремої аеромобільної бригади Збройних сил України, учасник російсько-української війни.

## Життєпис
Народився 1980 року в місті Вознесенськ. Закінчив вознесенську вечірню школу.
Мобілізований навесні 2014 року. Військовик 79-ї бригади, водій польової лазні. Загинув вранці 23 липня під час обстрілу позицій українських військовиків з РСЗВ «Град» поблизу Амвросіївки, біля пункту пропуску Маринівка.
25—26 липня 2014 року у Вознесенську оголошено Днем жалоби. 26 липня жителі Вознесенська провели Героя в останню дорогу.
Без Сергія лишились батьки, дружина та донька.

## Нагороди та вшанування
- 8 вересня 2014 року — за особисту мужність і героїзм, виявлені у захисті державного суверенітету та територіальної цілісності України, вірність військовій присязі під час російсько-української війни, відзначений — нагороджений орденом «За мужність» III ступеня (посмертно).
- 19 квітня 2019 року рішенням Вознесенської міської ради разом з іншими вознесенцями, що загинули в АТО, він був удостоєний звання Почесного громадянина міста Вознесенська[1].
- у Врзнесенській вечірній школі відкрито пам'ятну дошку честі Сергія Карбівничого.